# Zaliznyczne (rejon bołgradzki)
Zaliznyczne (ukr. Залізничне) – wieś na Ukrainie, w obwodzie odeskim, w rejonie bołgradzkim. Miejscowość etnicznie bułgarska.
W 2001 liczyła 3487 mieszkańców, spośród których 121 posługiwało się językiem ukraińskim, 421 rosyjskim, 1 krymskotatarskim, 72 mołdawskim, 1 rumuńskim, 2666 bułgarskim, 5 białoruskim, 162 gagauskim, 23 romskim, 1 niemieckim, a 14 innym.